# 문종신
문종신(1961년 10월 20일 ~ )은 대한민국의 연예 제작자 겸 프로듀서로서 아트21 엔터테인먼트의 창립자이다. 
본관은 남평문씨이다.1997년 아트21 엔터테인먼트을 설립한 후 이미자 전속기획사로 출범했다.

## 학력
- 송원고등학교

## 경력
- 1997 ~ 현재 아트21 엔터테인먼트 창립자 (기획자)